# 1807
1807 (MDCCCVII) je bilo navadno leto, ki se je po gregorijanskem koledarju začelo na četrtek, po 12 dni počasnejšem julijanskem koledarju pa na torek.

## Dogodki
- V Bavarski državni knjižnici odkrijejo Brižinske spomenike, ki so tja prišli 1803
- Štefan Sijarto je izdal knjigo Sztarisinsztvo.

## Rojstva
- 19. januar - Robert Edward Lee, ameriški konfederacijski general († 1870)
- 27. februar - Henry Wadsworth Longfellow, ameriški pesnik († 1882)
- 28. maj - Jean Louis Rodolphe Agassiz, švicarsko-ameriški zoolog, geolog († 1873)
- 4. julij - Giuseppe Garibaldi, italijanski domoljub, revolucionar († 1882)
- 11. avgust - David Rice Atchison, ameriški politik († 1886)
- 8. oktober - Harriet Taylor Mill, angleška filozofinja in feministka († 1858)
- 14. november - Auguste Laurent, francoski kemik († 1853)

## Smrti
- 17. avgust - Johannes Nikolaus Tetens, nemški filozof (* 1736)
- 18. maj - Anton Traven, slovenski prevajalec Svetega pisma (* 1754)
- 28. november - Jožef Rihar, slovenski prevajalec Svetega pisma (* 1759)
- 21. december - John Newton, angleški pesnik (* 1725)